# Sierra del Ocejón
La sierra del Ocejón o del Robledal es una cadena montañosa que forma parte del cordal oriental de la sierra de Ayllón, en el noroeste de la provincia de Guadalajara (España). Se extiende de norte a sur desde el río Sonsaz hasta los campos de Tamajón, y entre el vallejo del arroyo de la Matilla, al oeste, y el río Sorbe, al este.

## Orografía
La mayoría de sus montañas se elevan en torno a los 1700 y 1900 m s. n. m., aunque el pico Ocejón, la central y mayor de ellas, supera los 2000 m s. n. m. Destacan además la peña del Reloj al sur del Ocejón; el Campo, el Campachuelo y el Cerrito Collado al norte, y el Cabeza de Ranas al oeste. De las montañas principales salen varias lomas, entre las que destacan la loma de las Piquerinas, desde el Campachuelo hacia el este, y la loma de las Paraellas desde el Campachuelo hacia el suroeste.

## Hidrografía
La sierra del Ocejón forma una divisoria a tres aguas: al norte surgen barrancos y arroyuelos, que desembocan en el río Sonsaz; al oeste surgen varios arroyos que forman un pequeño vallejo y desembocan en el río Jaramilla y al este destacan el arroyo de la Chorrera, donde están las chorreras de Despeñalagua, y el río Seco, que desembocan en el río Sorbe.

## Población
La población se asienta en la parte sur de la sierra, mientras que la parte norte está despoblada y sólo se encuentran algunas majadas y teinadas. Los pueblos se distribuyen entre los municipios de Campillo de Ranas, Majaelrayo, Tamajón y Valverde de los Arroyos. Destaca la construcción de sus edificios en pizarra, propios de la arquitectura negra.

## Cartografía
- Hojas 432 y 459 a escala 1:50.000 del Instituto Geográfico Nacional.

- Datos: Q6128031